# Юниън (окръг, Арканзас)
Вижте пояснителната страница за други значения на Юниън.
Окръг Юниън (на английски: Union County) е окръг в щата Арканзас, Съединени американски щати. Площта му е 2732 km², а населението – 41 639 души (2010). Административен център е град Ел Дорадо. В превод от английски името на окръга означава съюз